# Avioth
Avioth est une commune française située dans le département de la Meuse, en région Grand Est.
Les habitants sont nommés les Aviotois.

## Géographie

### Localisation
La commune fait partie de la Lorraine gaumaise et est principalement connue pour sa basilique.

### Géologie et relief
Hydrogéologie et climatologie : Système d’information pour la gestion des eaux souterraines du bassin Rhin-Meuse :
Territoire communal : Occupation du sol (Corinne Land Cover) ; Cours d'eau (BD Carthage),
Géologie : Carte géologique ; Coupes géologiques et techniques,
 Hydrogéologie : Masses d'eau souterraine ; BD Lisa ; Cartes piézométriques.

### Sismicité
Commune située dans une zone 1 de sismicité très faible.

### Hydrographie
La commune est dans le bassin versant de la Meuse au sein du bassin Rhin-Meuse. Elle est drainée par le ruisseau la Thonne, le ruisseau de Breux et le ruisseau du Chue,,.
La Thonne, d'une longueur de 11 km, prend sa source dans la commune de Thonne-la-Long et se jette  dans la Chiers à Vigneul-sous-Montmédy, après avoir traversé six communes.

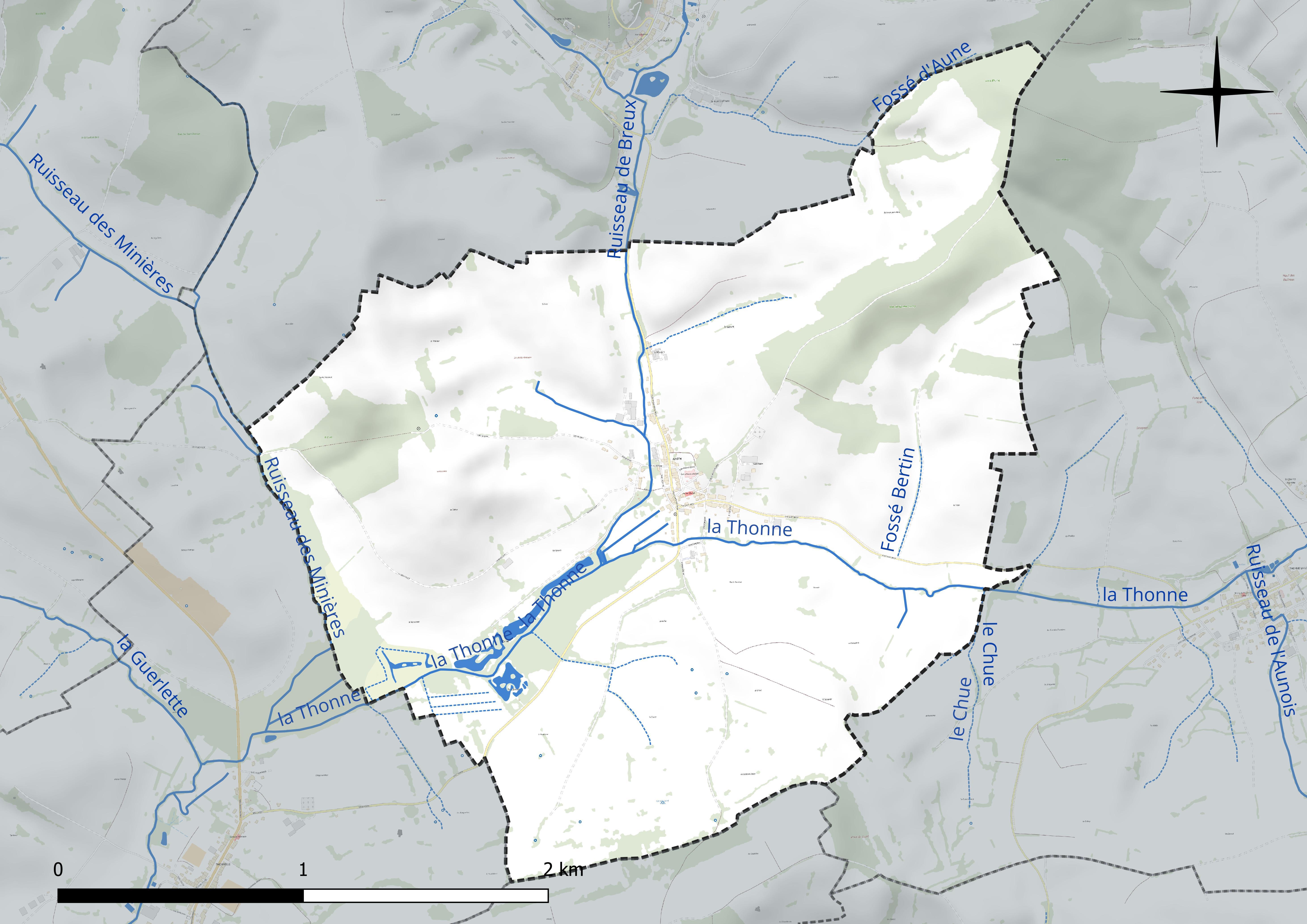
Réseau hydrographique d'Avioth.

### Climat
Pour des articles plus généraux, voir Climat du Grand Est et Climat de la Meuse.
En 2010, le climat de la commune est de type climat de montagne, selon une étude du Centre national de la recherche scientifique s'appuyant sur une série de données couvrant la période 1971-2000. En 2020, Météo-France publie une typologie des climats de la France métropolitaine dans laquelle la commune est dans une zone de transition entre le climat océanique altéré et le climat océanique altéré et est dans la région climatique Lorraine, plateau de Langres, Morvan, caractérisée par un hiver rude (1,5 °C), des vents modérés et des brouillards fréquents en automne et hiver.
Pour la période 1971-2000, la température annuelle moyenne est de 9,5 °C, avec une amplitude thermique annuelle de 15,8 °C. Le cumul annuel moyen de précipitations est de 970 mm, avec 14,1 jours de précipitations en janvier et 9,5 jours en juillet. Pour la période 1991-2020, la température moyenne annuelle observée sur la station météorologique de Météo-France la plus proche, « Villette », sur la commune de Villette à 15 km à vol d'oiseau, est de 10,1 °C et le cumul annuel moyen de précipitations est de 909,4 mm. 
La température maximale relevée sur cette station est de 39 °C, atteinte le 25 juillet 2019 ; la température minimale est de −14,8 °C, atteinte le 20 décembre 2009,,.
Les paramètres climatiques de la commune ont été estimés pour le milieu du siècle (2041-2070) selon différents scénarios d'émission de gaz à effet de serre à partir des nouvelles projections climatiques de référence DRIAS-2020. Ils sont consultables sur un site dédié publié par Météo-France en novembre 2022.

### Communes limitrophes
|           | Breux    |                |
| Thonnelle | Avioth   | Thonne-la-Long |
|           | Montmédy |                |

## Urbanisme

### Typologie
Au 1er janvier 2024, Avioth est catégorisée commune rurale à habitat dispersé, selon la nouvelle grille communale de densité à sept niveaux définie par l'Insee en 2022.
Elle est située hors unité urbaine et hors attraction des villes,.

### Occupation des sols
L'occupation des sols de la commune, telle qu'elle ressort de la base de données européenne d’occupation biophysique des sols Corine Land Cover (CLC), est marquée par l'importance des territoires agricoles (82,6 % en 2018), en diminution par rapport à 1990 (87,7 %). La répartition détaillée en 2018 est la suivante : 
prairies (43,4 %), terres arables (39,2 %), forêts (12,2 %), zones urbanisées (5,1 %). L'évolution de l’occupation des sols de la commune et de ses infrastructures peut être observée sur les différentes représentations cartographiques du territoire : la carte de Cassini (XVIIIe siècle), la carte d'état-major (1820-1866) et les cartes ou photos aériennes de l'IGN pour la période actuelle (1950 à aujourd'hui).

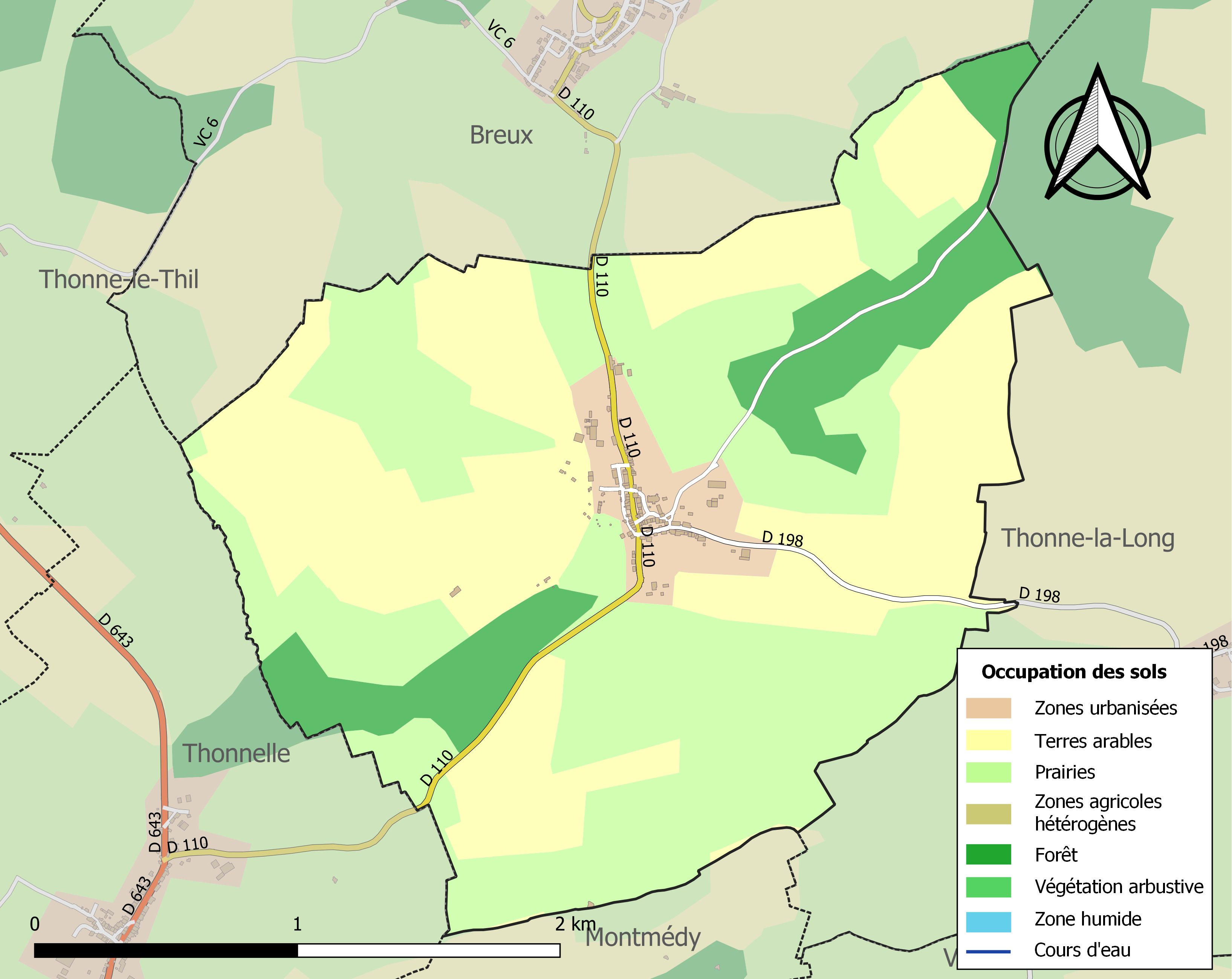
Carte des infrastructures et de l'occupation des sols de la commune en 2018 (CLC).

## Toponymie
Anciennes mentions : Avios (1223), Aviot (1230), Aiout (1270), Moneta Aviothensis et Moneta Avihotensis (XIVe siècle), Avioth (1527), Auioth (1599).
D'après Albert Dauzat et Charles Rostaing, ce toponyme provient probablement du patronyme latin Avius, et du suffixe -ot (diminutif dans l'est). Selon Charles Sadoul, aviot en patois lorrain signifie : lieu où il y a de l'eau. Cet écrivain cite l'exemple de la chapelle disparue de Notre-Dame-Des-Aviots à Rosières-aux-Salines et de la foire des aviots à Barbonville.

## Histoire
Initialement hameau dépendant de la paroisse du village disparu de Saint-Brice, Avioth doit son développement à l'extraordinaire découverte d'une statue en bois d'une Vierge à l'Enfant dans le courant du XIIe siècle. Dès lors le village fut un important lieu de pèlerinage et fut affranchie à la loi de Beaumont dès 1223. L'édification de la basilique Notre-Dame commence peu de temps après.
« Ville-libre », la commune d'Avioth avait donc déjà un maire et un tribunal échevinal qui fonctionnaient dès les années 1230. Maire et échevins recevaient les actes de vente et donation de biens situés sur le territoire de la ville. L'atelier monétaire d'Avioth était connu pour ses moneta aviothensis en argent vers 1340.
 Anciennement comté de Chiny, sous la dominance des comtes de Bar et de l'empire germanique, marquisat d'Arlon, duché de Luxembourg. Avant 1790, Luxembourg français, bailliage et prévôté de Montmédy.

## Politique et administration
| Période                                  | Période  | Identité         | Étiquette | Qualité     |
| ---------------------------------------- | -------- | ---------------- | --------- | ----------- |
| Les données manquantes sont à compléter. |          |                  |           |             |
| 1959                                     | 1995     | Marc Chevalier   | SE        |             |
| 1995                                     | 2008     | Paulette Ferrari | SE        |             |
| mars 2008                                | mai 2020 | Edithe Lhuire    | SE        |             |
| mai 2020                                 | En cours | Laurent Geoffroy |           | Agriculteur |

### Budget et fiscalité 2021
En 2021, le budget de la commune était constitué ainsi :
- total des produits de fonctionnement : 175 000 €, soit 1 145 € par habitant ;
- total des charges de fonctionnement : 73 000 €, soit 478 € par habitant ;
- total des ressources d'investissement : 9 000 €, soit 57 € par habitant ;
- total des emplois d'investissement : 13 000 €, soit 85 € par habitant ;
- endettement : 81 000 €, soit 526 € par habitant.

Avec les taux de fiscalité suivants :
- taxe d'habitation : 14,65 % ;
- taxe foncière sur les propriétés bâties : 34,80 % ;
- taxe foncière sur les propriétés non bâties : 24,74 % ;
- taxe additionnelle à la taxe foncière sur les propriétés non bâties : 43,61 % ;
- cotisation foncière des entreprises : 21,76 %.

Chiffres clés Revenus et pauvreté des ménages en 2020 : médiane en 2020 du revenu disponible, par unité de consommation : 24 120 €.

## Population et société

### Démographie

#### Évolution démographique
L'évolution du nombre d'habitants est connue à travers les recensements de la population effectués dans la commune depuis 1793. Pour les communes de moins de 10 000 habitants, une enquête de recensement portant sur toute la population est réalisée tous les cinq ans, les populations de référence des années intermédiaires étant quant à elles estimées par interpolation ou extrapolation. Pour la commune, le premier recensement exhaustif entrant dans le cadre du nouveau dispositif a été réalisé en 2006.

En 2022, la commune comptait 120 habitants, en évolution de −15,49 % par rapport à 2016 (Meuse : −4,4 %, France hors Mayotte : +2,11 %).
| 1793 | 1800 | 1806 | 1821 | 1831 | 1836 | 1841 | 1846 | 1851 |
| ---- | ---- | ---- | ---- | ---- | ---- | ---- | ---- | ---- |
| 217  | 247  | 292  | 428  | 434  | 449  | 383  | 408  | 427  |

| 1856 | 1861 | 1866 | 1872 | 1876 | 1881 | 1886 | 1891 | 1896 |
| ---- | ---- | ---- | ---- | ---- | ---- | ---- | ---- | ---- |
| 414  | 395  | 360  | 296  | 287  | 275  | 289  | 289  | 285  |

| 1901 | 1906 | 1911 | 1921 | 1926 | 1931 | 1936 | 1946 | 1954 |
| ---- | ---- | ---- | ---- | ---- | ---- | ---- | ---- | ---- |
| 247  | 221  | 205  | 179  | 172  | 153  | 207  | 128  | 133  |

| 1962 | 1968 | 1975 | 1982 | 1990 | 1999 | 2006 | 2011 | 2016 |
| ---- | ---- | ---- | ---- | ---- | ---- | ---- | ---- | ---- |
| 156  | 152  | 108  | 103  | 122  | 115  | 120  | 135  | 142  |

| 2021 | 2022 | - | - | - | - | - | - | - |
| ---- | ---- | - | - | - | - | - | - | - |
| 130  | 120  | - | - | - | - | - | - | - |

### Enseignement
Établissements d'enseignements :
- Écoles maternelles et primaires à Montmédy, Écouviez, Margut.
- Collèges à Montmédy, Stenay, Carignan, Longuyon.
- Lycées à Stenay.

### Santé
Professionnels et établissements de santé :
- Médecins à Montmédy, Margut, Marville, Blagny, Stenay.
- Pharmacies à Montmédy, Margut, Marville, Blagny, Stenay.
- Hôpitaux à Longuyon, Mont-Saint-Martin, Sedan, Villerupt, Briey, Algrange.

### Cultes
- Culte catholique, Paroisse Notre-Dame du Pays de Montmédy[31], Diocèse de Verdun.

## Économie

### Entreprises et commerces

#### Agriculture
- Culture de céréales, de légumineuses et de graines oléagineuses.
- Culture et élevage associés.
- Culture et élevage associés.
- Élevage de vaches laitières.
- Élevage d'autres bovins et de buffles.

#### Tourisme
- Hébergements et restauration à Montmédy, Montlibert, Flassigny, Williers, Marville.

#### Commerces
- Commerces et services de proximité.

## Culture locale et patrimoine

### Lieux et monuments
Ce modeste village, jadis florissant au Moyen Âge, s'orne de façon tout à fait inattendue d'une merveilleuse église gothique des XIIIe et XIVe siècles : la basilique Notre-Dame d'Avioth  Classé MH (1840). L'intérieur recèle de très beaux ornements et notamment, dans le chœur, un mobilier de pierre parfaitement conservé des XIVe et XVe siècles, mais c'est à l'extérieur que se trouve le plus étonnant : la « Recevresse ».

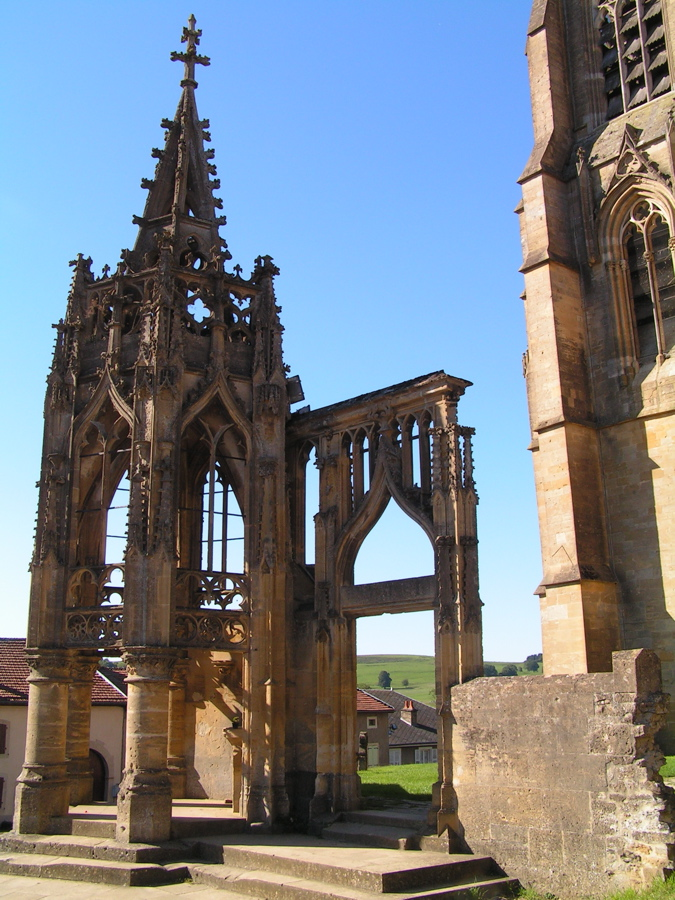
La Recevresse.

« La Recevresse » est un monument unique au monde  Classé MH (1862) et sa reproduction, grandeur nature, se trouve au Musée des monuments français à Paris. Ce chef d’œuvre du gothique flamboyant a vraisemblablement été construit à l’endroit de la découverte de la statue miraculeuse « sur son buisson d’épines ». Il remplace un premier oratoire plus modeste. Au début du XIVe siècle, lorsque la statue de Notre-Dame d’Avioth put entrer dans son église, une autre statue de la Vierge prit sa place pour recevoir, en son nom, les offrandes des pèlerins. On appela cette statue : la « Vierge Recevresse ». Avec le temps, le nom de « Recevresse » fut donné au monument. Ainsi, depuis huit siècles, la basilique d’Avioth a été construite et entretenue grâce à des dons et à des offrandes. C’est encore le cas aujourd’hui. Grâce à la générosité des adhérents de l’association des amis de la basilique d’Avioth et des nombreux pèlerins qui viennent prier Notre-Dame d’Avioth, la commune peut engager régulièrement des travaux et obtenir l’aide du département, de la région et de l'État.
Les menottes au-dessus de la statue ont été placées là par des prisonniers en signe de reconnaissance à Notre-Dame d’Avioth pour leur délivrance.
Les armoiries sur le mur sont celles de Gilles de Rodemack, prévot de Montmédy et gouverneur du Luxembourg au début du XVe siècle.
La « Recevresse » a été restaurée par Boeswillwald de 1844 à 1846.
La basilique Notre-Dame d'Avioth était autrefois un « sanctuaire à répit » très fréquenté. Aujourd'hui, un pèlerinage y est organisé tous les ans le 16 juillet et réunit de nombreux fidèles.
Notre-Dame d'Avioth est une des rares Vierges noires du Nord-Est de la France. La datation au carbone 14 de la statue en tilleul de Notre-Dame d'Avioth montre que le bois a été coupé vers l'an 1095 et confirme la tradition selon laquelle la statue a été découverte au XIIe siècle.
Dans le sanctuaire, aussi bien que dans l'ancien cimetière, qui entourait autrefois l'église, se remarquent plusieurs épitaphes, pierres tombales, cénotaphes et même un tombeau avec son gisant. Ainsi peut-on lire dans le chœur sur une dalle noire en lettres capitales : « Sous ce marbre sont les corps de trois enfants de sang illustre, de Messire Jean d’Allamont seigneur de Malandrii gouverneur de Montmédii et de Madame Agnès de Mérode leurs père et mère, Jean François Arnold et Marie Ernestine qui décédèrent l’an de contagion 1636, âgés de 2, 3, 4 ou 5 ans. À peine ont-ils veu la vie que le ciel les a ravit. Lecteur ne les pleure pas mais aspire à leur félicité. » Sous ce texte, un blason avec armes d’Allamont-Mérode.

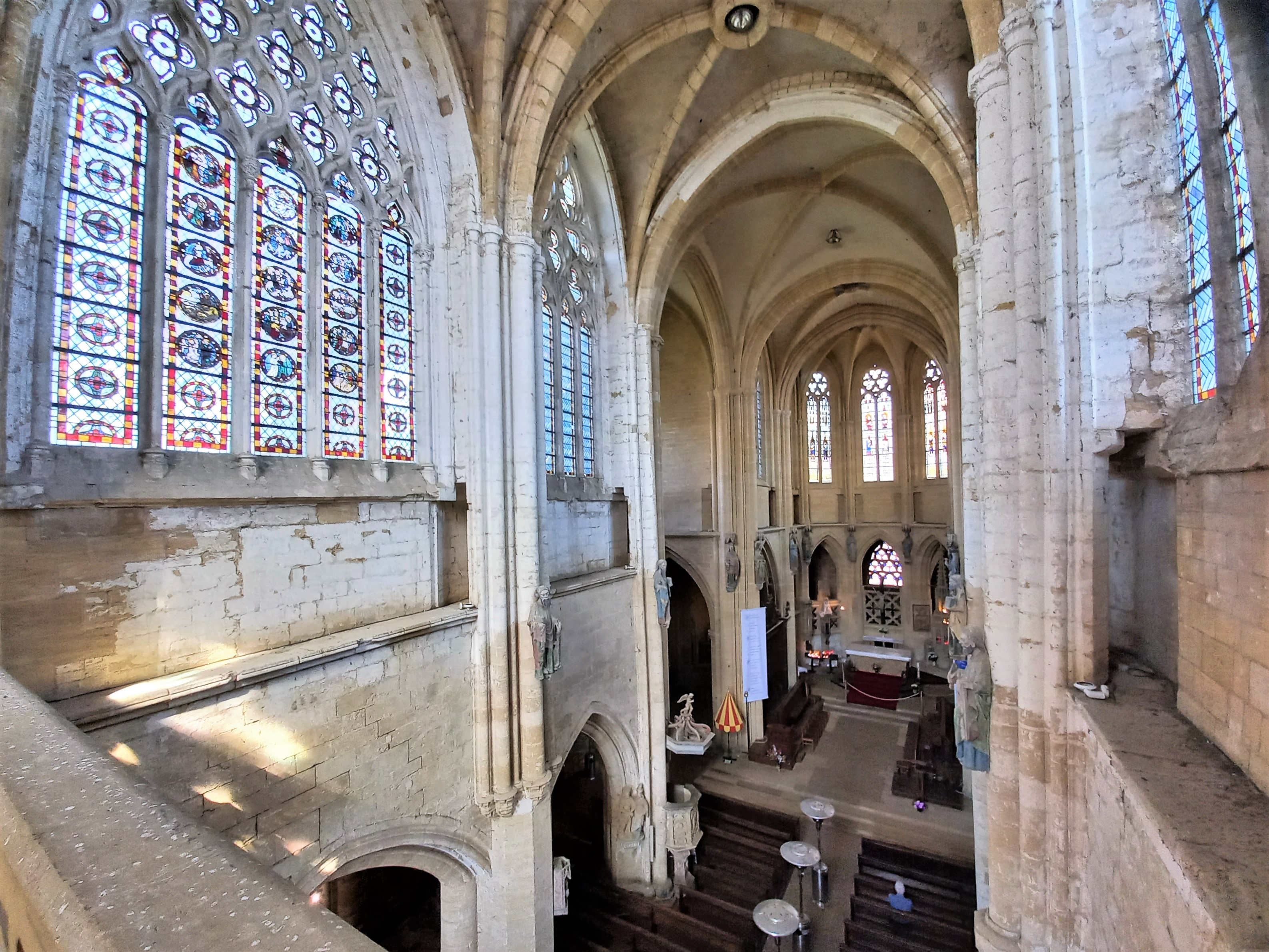
Intérieur de la Basilique Notre-Dame d'Avioth.
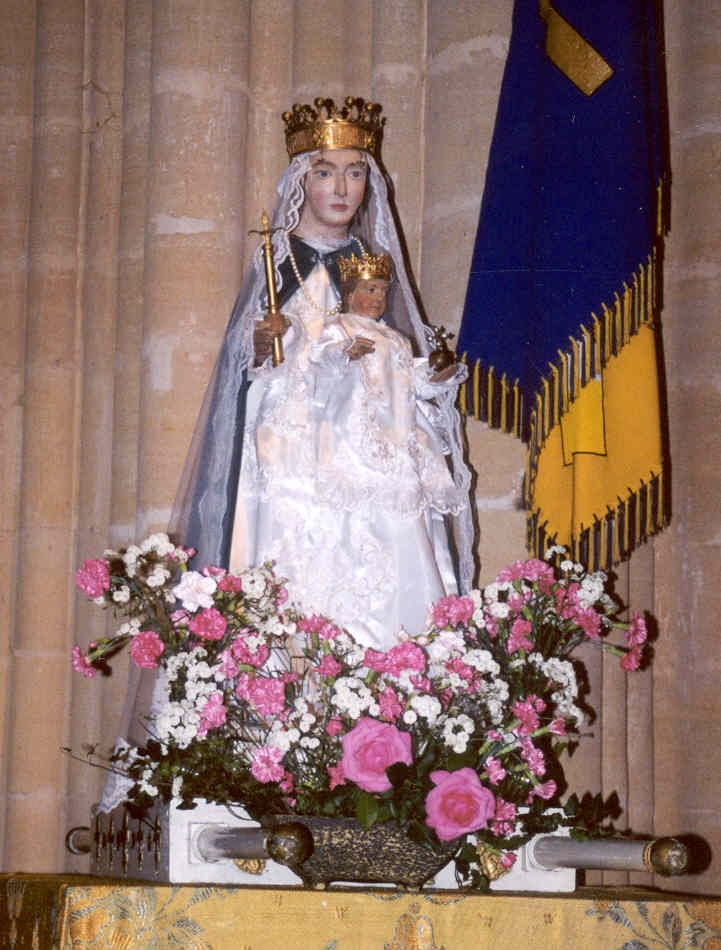
Notre-Dame d'Avioth, statue processionnelle costumée à la manière de celle de Luxembourg[37].
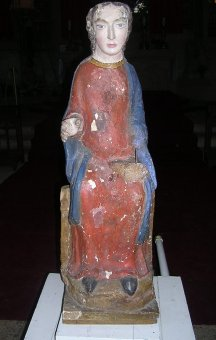
Notre-Dame d'Avioth, ancienne statue polychrome du XIIe siècle.
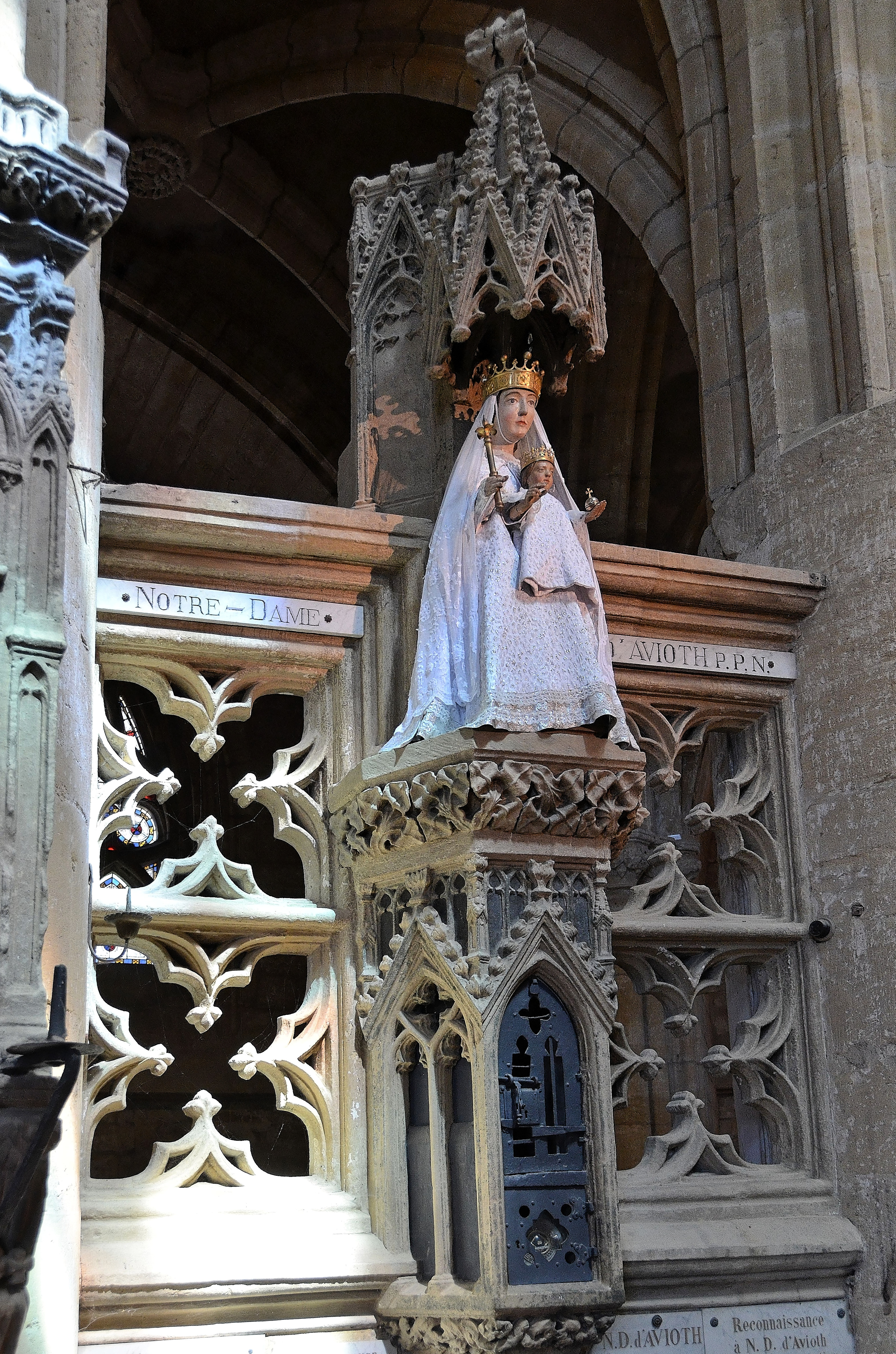
Notre-Dame d'Avioth, une des rares vierges noires du nord-est de la France[38].

### Personnalités liées à la commune
- Jean François Arnold et Marie Ernestine[39].
- Fabriciens d'Avioth :

Jean Lefebvre, prêtre.
Nicolas Lefebus, prêtre.
Louis Paqui, prêtre.
- Jehan Proudon, curé de Villers[43].

### Héraldique, logotype et devise
La commune ne dispose pas actuellement de blason.